# Aurina dida
Aurina dida är en fjärilsart som beskrevs av Evans 1937. Aurina dida ingår i släktet Aurina och familjen tjockhuvuden. Inga underarter finns listade i Catalogue of Life.